# Hidden Violin
Hidden Violin – album polskiego skrzypka Janusza Wawrowskiego, któremu akompaniuje na fortepianie argentyński muzyk José Gallardo. Został wydany 7 września 2018 przez Warner Music. To najpewniej pierwsze, historyczne nagranie skrzypiec Stradivariusa, na których wybrzmiały dzieła polskiej wiolinistyki. Laureat Fryderyka 2019 w kategorii «Album Roku Recital Solowy».

## Lista utworów
- Henryk Wieniawski
  - 1. Polonaise de Concert in D major Op. 4
  - 2. Légende Op. 17

3. Kujawiak in A minor
- Grażyna Bacewicz
  - 4. Oberek No. 1
  - 5. Polish Caprice
- Ignacy Jan Paderewski (arr. S. Barcewicz)
  - 6. Mélodie in G major Op. 16 No. 2
- Ludomir Różycki: „Two Melodies Op. 5”
  - 7. Melodie No. 1
  - 8. Melodie No. 2
- Mieczysław Karłowicz (arr. J. Wawrowski)
  - 9. Serenade in G Major
- Witold Lutosławski
  - 10. Recitativo e Arioso
- Karol Szymanowski (arr. P. Kochański)
  - 11. Dance from the Harnasie balletOp. 55

## Wykonawcy
- Janusz Wawrowski – skrzypce
- José Gallardo – fortepian